# Речные убийства
«Речные убийства» (англ. The River Murders) — американский криминальный триллер 2011 года режиссёра Рича Коуэна.

## Сюжет
Детектив Джек Вердон расследует серию жестоких убийств. Во время расследования Вердон узнаёт, что каждая из жертв совершённых преступлений имела в прошлом отношения с ним. Начальник детектива отстраняет его от дела, и перепоручает последнее агенту ФБР Вуковичу. Однако Вердон продолжает своё расследование несмотря на запрет начальства. Вступая в противоборство со своим прошлым, он пытается напасть на след убийцы, который использует своих жертв как ключ к прошлому Вердона.

## В ролях
- Рэй Лиотта — детектив Джек Вердон
- Винг Рэймс — Капитан Арт Лэнглей
- Майкл Родрик — Джон Ли
- Жизель Фрага — Ана Вердон
- Кристиан Слейтер — агент ФБР Вукович
- Сара Энн Шульц — Дженни Темз
- Рэймонд Бэрри — Трент Вердон
- Мелора Уолтерс — агент ФБР Гловер
- Синди Доленц — Энни Лок
- Мишель Крусик — Сон Ли
- С. Р. Клэтуорти — Томас Линкольн
- Ванесса Толл — Элли Нельсон

## Производство
Съёмки фильма проходили в осенью 2010 года в Спокане, Вашингтон. Фильм выпущен только на видео 1 июля 2011 года.

## Критика и восприятие
Фильм получил невысокие оценки критиков. К примеру, рецензенты веб-сайта Rotten Tomatoes поставили фильму 1,3 балла из 5, положительно охарактеризовав сюжет, но назвав фильм в целом «скучным». Некоторые рецензенты назвали фильм «разочаровывающим» и поставили ему оценку 2 из 4, негативно отозвавшись о работе актёров и постановке сцен.